# Juliusz Mieroszewski
Juliusz Mieroszewski, dit J. Calveley ou Londyńczyk, né à Cracovie le 3 février 1906 et mort à Londres le 21 juin 1976, est un journaliste, essayiste et penseur politique polonais.
Il collabore pendant l'entre-deux-guerres à Ilustrowany Kurier Codzienny (Le Courrier illustré quotidien), où il se spécialise dans les problématiques politiques allemandes.
Pendant la Seconde Guerre mondiale, il publie dans les Forces armées polonaises en Occident : Ku Wolnej Polsce (Vers la Pologne libre), Orzeł Biały (L'Aigle blanc), Parada (La Parade).
Après la guerre, il émigre en Grande-Bretagne, où il est journaliste politique pour Wiadomości (Les Informations). Dans les années 1950-1975, il rédige régulièrement une chronique dans la revue Kultura sous le pseudonyme Londyńczyk (« le Londonien »). Il expose dans ses articles sa conception de la politique mondiale contemporaine, notamment le combat contre l'expansion du communisme. Il écrit à plusieurs reprises sur les chances de coopération entre les pays d'Europe orientale contre l'influence soviétique, des possibilités d'une évolution et de changements en Pologne et du recouvrement de son indépendance. On parle alors de la doctrine Giedroyc qu'il développe avec Jerzy Giedroyc.
Il fut l'un des premiers partisans du rapprochement et de la compréhension mutuelle de la Pologne avec les pays dits « de l'ULB » (Ukraine, Lituanie, Biélorussie), idée également chère à Jerzy Giedroyc, en insistant sur l'impossibilité de retour sur les changements territoriaux hérités de la Deuxième Guerre mondiale. Il considérait l'acceptation de la perte de Vilnius et de Lwow comme un fondement de la réconciliation avec les pays d'Europe orientale subordonnées à l'URSS. Il s'agissait dans les années 1950 et 1960 d'une position pionnière au regard des milieux de l'émigration polonaise de Grande-Bretagne et des États-Unis.  
Sa correspondance avec Jerzy Giedroyc compte plus de 3 000 lettres. Il fut également traducteur en polonais d'écrivains britanniques tels que George Orwell, Bertrand Russell et Arnold Toynbee.